# 氷脚

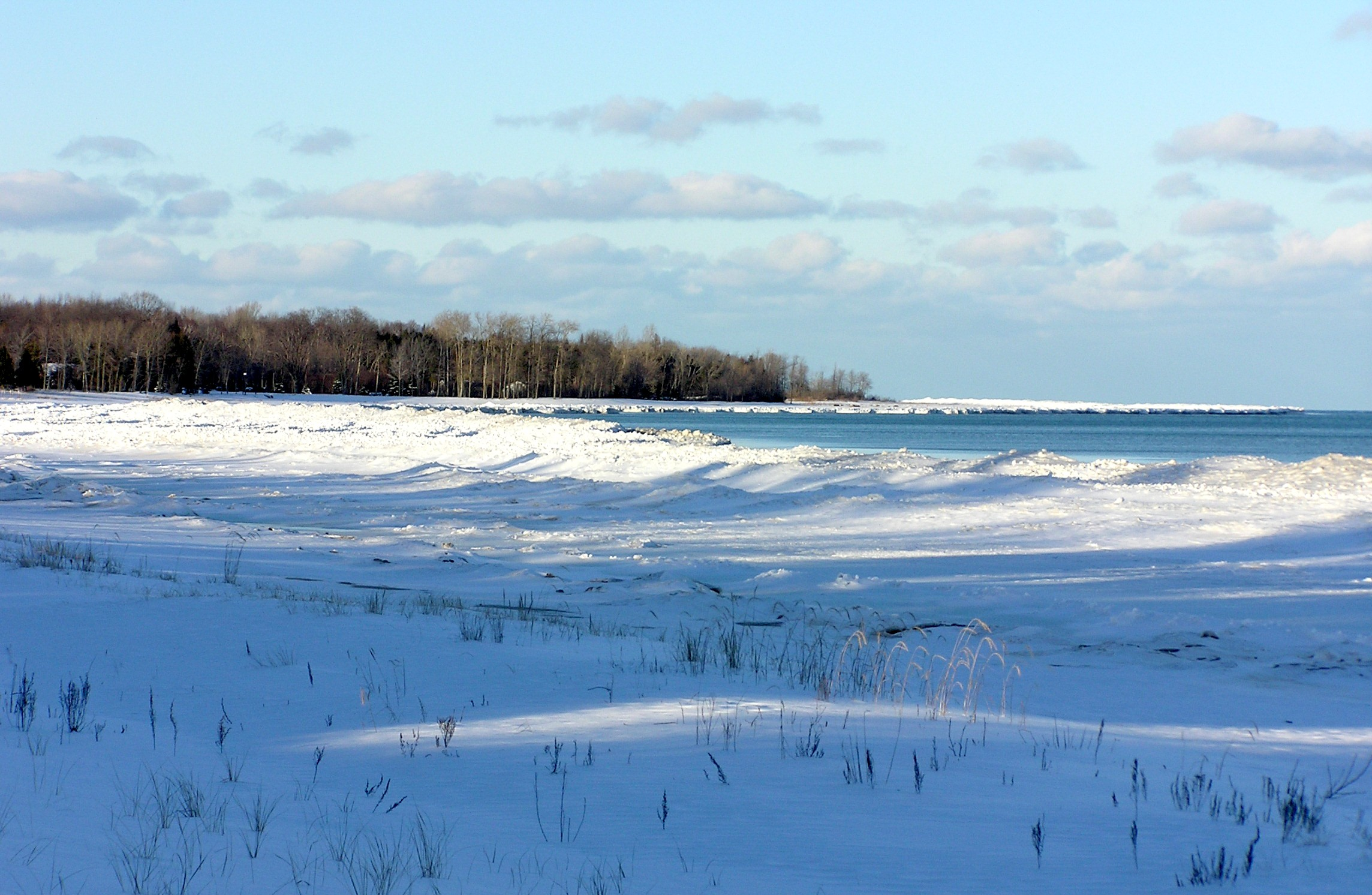
氷脚

氷脚（ひょうきゃく、ice dune/ice foot）は、北極地域の海岸に定着した氷。岸に打ち寄せる氷や降雪、海岸上へ蓄積する波飛沫の結氷によって生産される。
気温が結氷未満で水温が結氷に近い場合に氷脚は生ずる。